# The Wandering Gypsy

The Wandering Gypsy est un film muet américain réalisé par Allan Dwan et sorti en 1912.

## Fiche technique
- Réalisation : Allan Dwan
- Date de sortie : États-Unis : 23 mai 1912

## Distribution
- J. Warren Kerrigan : Bob Wentworth
- Jessalyn Van Trump : Betty
- Jack Richardson : Bill Reese
- Louise Lester : la vieille bohémienne